# Indicator meliphilus
El indicador pálido (Indicator meliphilus) es una especie de ave en la familia Indicatoridae.

## Distribución
Se lo encuentra en Angola, República Democrática del Congo, Kenia, Malawi, Mozambique, Tanzania, Uganda, Zambia, y Zimbabue.